# Оренбургский башкирский педагогический техникум
Оренбургский башкирский педагогический техникум (баш. Ырымбур башҡорт педагогия техникумы, в 1920—1921 гг. — Башкирский институт народного образования) — учебное заведение в Оренбурге, работавшее в 1921—1936 годах. Кузница башкирской национальной интеллигенции.
Студенты обучались в здании Караван-сарая, памятнике истории и культуры башкирского народа.

## История
Был образован в 1920 году как Башкирский институт народного образования. Был одновременно создан с Татарским институтом народного образования (на базе медресе Хусаиния). Таким образом в 1920-х годах в Оренбурге высшее образование возможно было получить на башкирском, русском, татарском и казахском языках.
В 1921 году Башкирский институт народного образования преобразован в техникум.
В 1936 обучение на башкирском в Оренбурге ликвидировано, в связи с переводом учреждения в Темясово.

## Выпускники
- Баязит Бикбай (1909—1968). Выпускник 1929 года. Автор оперы «Салават Юлаев» (либретто).
- Зайнаб Биишева (1908—1996) — народный писатель Башкортостана.
- Сагит Агиш (1905—1973) — башкирский писатель. Обучался в 1921—1925 гг.
- Габдулла Амантай (1907—1938) — башкирский поэт, литературовед, фольклорист, общественный деятель.
- Гайнан Хайри (1903—1938) — башкирский писатель.
- Алибаев, Сагид Рахматович (1903—1975) — советский государственный деятель, педагог.
- Азнабаев Касим Кутлубердич — редактор газеты «Башкортостан»[5]
- Сабит Суфиянов (1904—1974) — башкирский писатель.
- Сагида Фареевна Рашитова (Тансылу Рашитова)  - одна из первых башкирских актрис, актриса БАДТ имени М.Гафури
- Сибогатов Муса Асадович (1907-1969) - учитель,партийный деятель, директор ФЗУ в г. Белорецке

## Руководитель
- 1932—1936 — Алибаев, Сагид Рахматович[1].